# Palazzo del Governatorato (Città del Vaticano)
Il Palazzo del Governatorato in Vaticano è la sede della Pontificia commissione per lo Stato della Città del Vaticano, del Governatore e delle Poste vaticane. Al Governatore, che presiede la suddetta Commissione, è infatti delegato dal Pontefice il potere legislativo nell'ambito della Città del Vaticano.

## Descrizione
Il Palazzo del Governatorato si trova nei Giardini Vaticani, esattamente alle spalle della Basilica di San Pietro.
Costituito dall'unione di tre massicci corpi di fabbrica, fu edificato in stile eclettico fra il 1927 e il 1931 dall'ingegnere piemontese Giuseppe Momo, "architetto della reverenda fabbrica di San Pietro" incaricato della costruzione della Città del Vaticano nata in seguito alla stipula dei Patti Lateranensi.
Annessa al palazzo, è la chiesa di Santa Maria Regina della Famiglia, già di Santa Marta, anch'essa progettata da Giuseppe Momo.